# Vrchlabí
Vrchlabí – miasto w północnych Czechach, w kraju hradeckim. Według danych 2016 r. powierzchnia miasta wynosiła 2766 ha, a liczba jego mieszkańców 12 502 osób.

## Historia

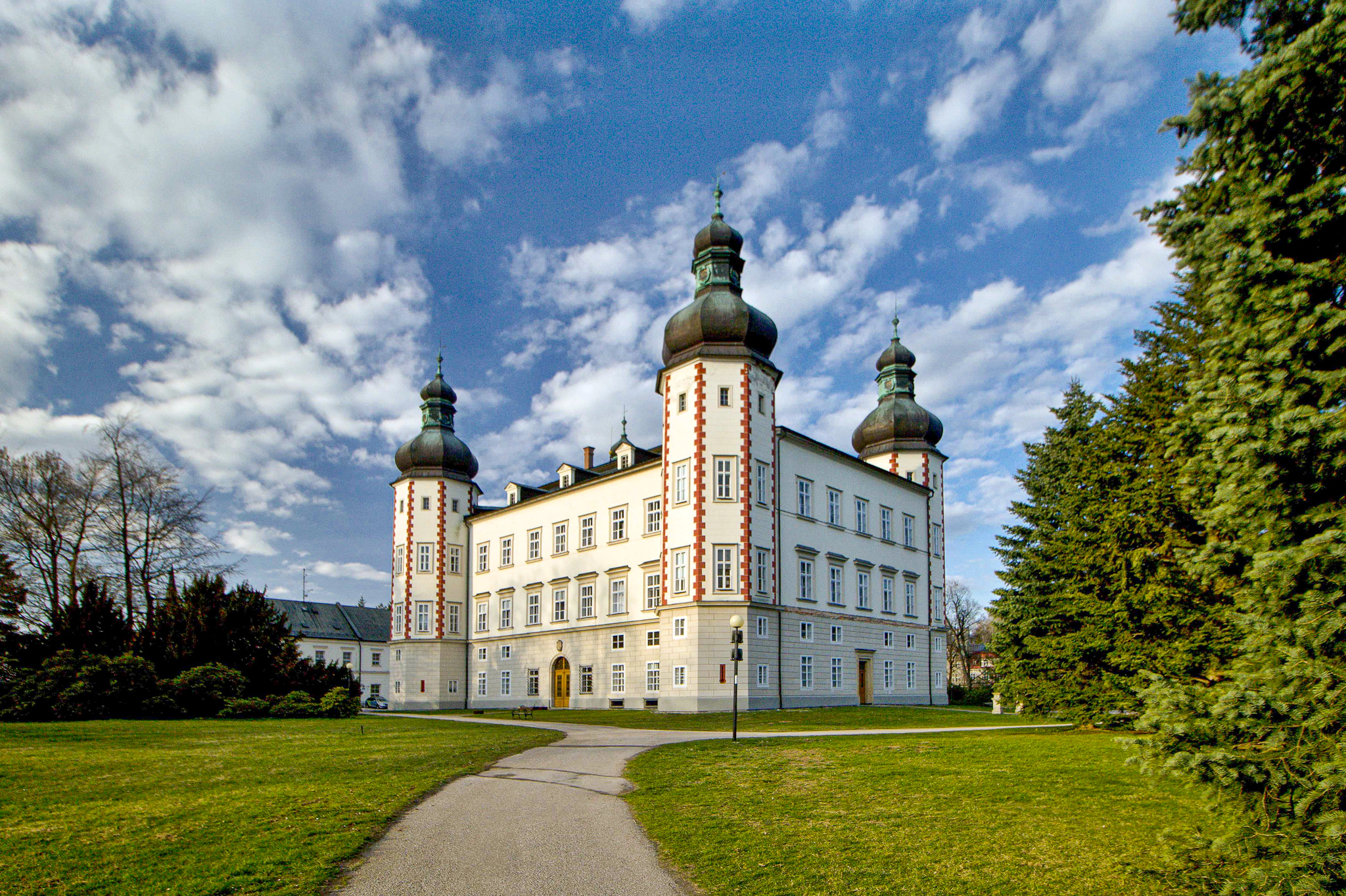

Pierwotnie mała osada powstała w XIII w, pierwsza wzmianka o mieście pojawiła się w roku 1359. w okresie kolonizacji związanej z górnictwem rud żelaza. W 1533 majątek obejmujący tereny obecnego miasta kupił Krzysztof z Gendorfu, którego staraniem jeszcze w tym samym roku uzyskało ono prawa miejskie. Nowy właściciel zainwestował również w okoliczne kopalnie złota, a w samym mieście wybudował dużą hutę żelaza, która w następnych latach produkowała na dużą, jak na tamte czasy skalę rozmaite dobra, w tym kosy, które następnie sprzedawane były w innych częściach Europy. W latach 1545-46 zbudowano w niej pałac (późniejszy urząd miasta). W 1561 w miejscowości miało miejsce powstanie.
W XVII wieku gama dóbr produkowanych w lokalnych hutach poszerzyła się m.in. o elementy mechanizmów wiatraków, sierpy i piły. W późniejszym czasie produkowano tutaj również elementy broni palnej.
W trakcie II wojny światowej Niemcy utworzyli podobóz obozu koncentracyjnego Gross-Rosen dla więźniarek w części miasta Hořejší Vrchlabí.

## Zabytki
- Pałac renesansowy z lat 1546 - 1548[3]
- Ratusz z XVIII wieku
- Barokowy klasztor augustianów z początku XVIII wieku[3]
- Domy podcieniowe tkaczy[6]
- neogotycki kościół św. Wawrzyńca z XIX wieku[3]

## Kultura
Festiwal piwa Krkonošské pivní slavnosti („Święto Piwa Karkonoskiego”) odbywa się corocznie na terenie miasta.

## Gospodarka
W mieście rozwinął się przemysł elektrotechniczny, środków transportu, włókienniczy, meblarski oraz wapienniczy.

## Transport
Vrchlabí jest stacją końcową linii kolejowej prowadzącej z Trutnova.

## Demografia
| Rok             | 1970   | 1980   | 1991   | 2001   | 2003   |
| --------------- | ------ | ------ | ------ | ------ | ------ |
| Liczba ludności | 11 119 | 12 419 | 13 416 | 13 171 | 12 898 |

## Urodzeni w Vrchlabí
- Blanka Paulů – czechosłowacka biegaczka narciarska
- Veronika Vítková – czeska biathlonistka
- Karolína Erbanová – czeska łyżwiarka szybka
- Lucie Charvátová – czeska biathlonistka
- Eva Samková – czeska snowboardzistka
- Jan Matouš – czechosłowacki biathlonista
- Zdeněk Vítek – czeski biathlonista
- Michal Krčmář – czeski biathlonista

## Galeria

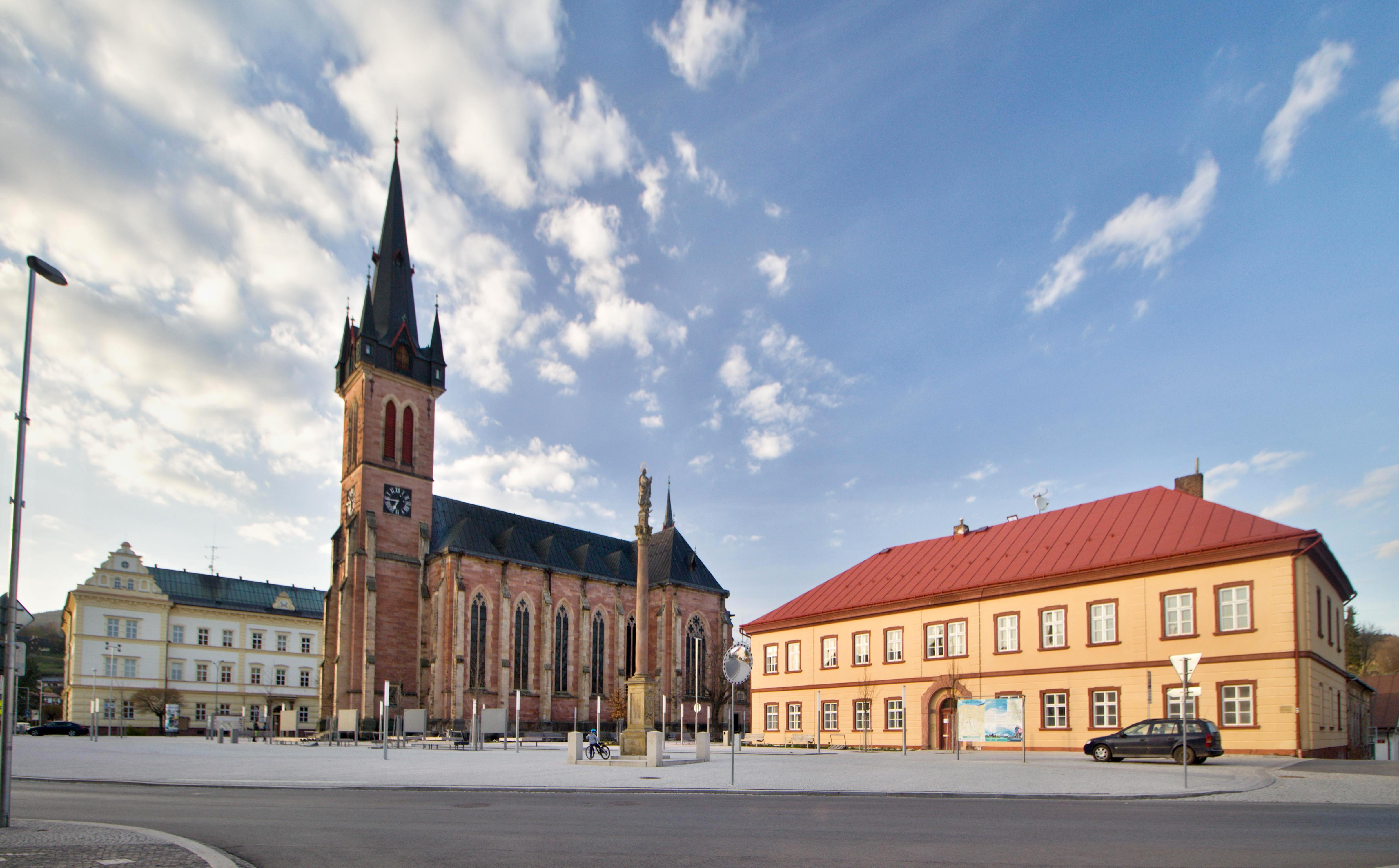
Kościół św. Wawrzyńca
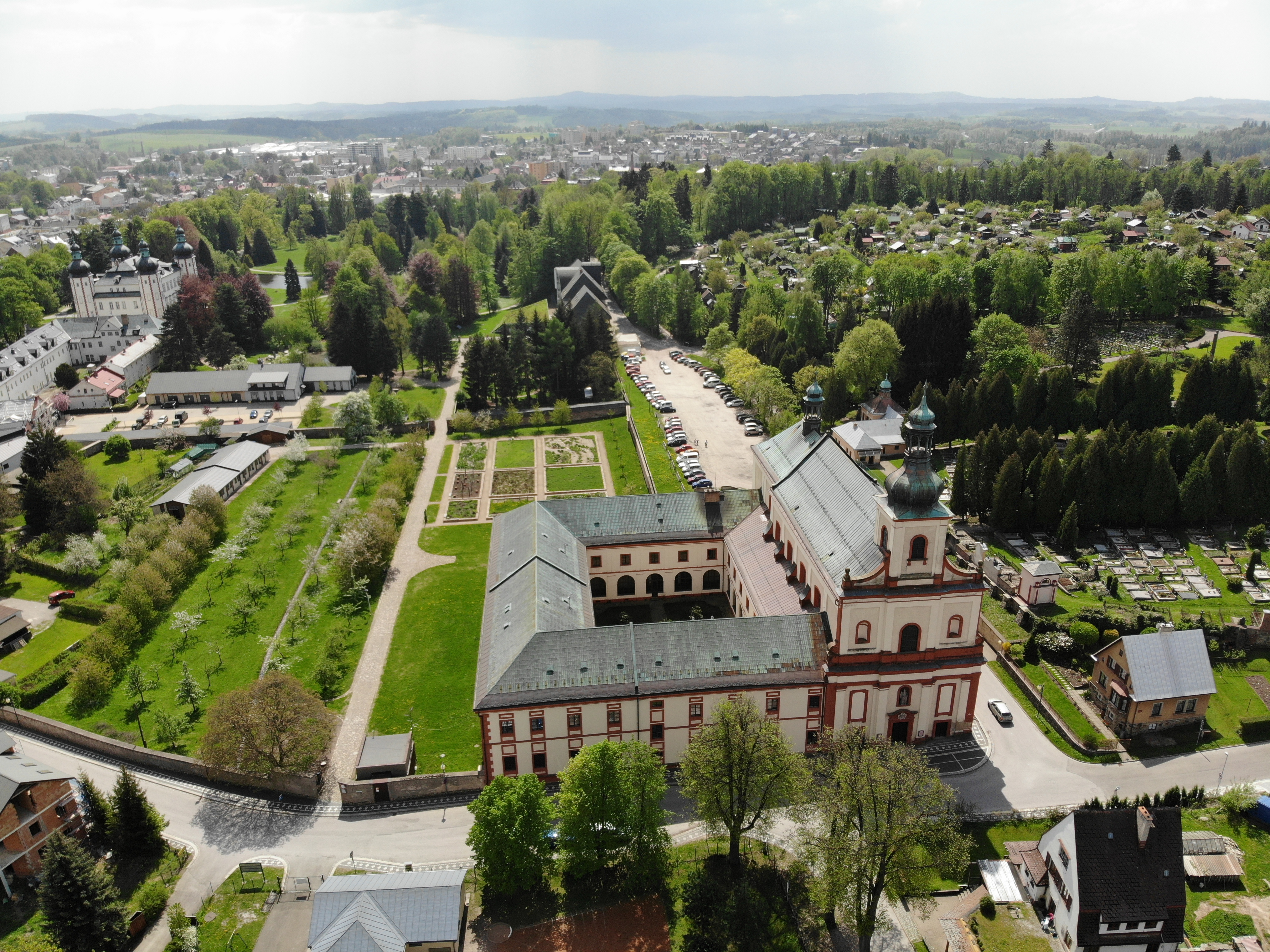
Klasztor Augustynów
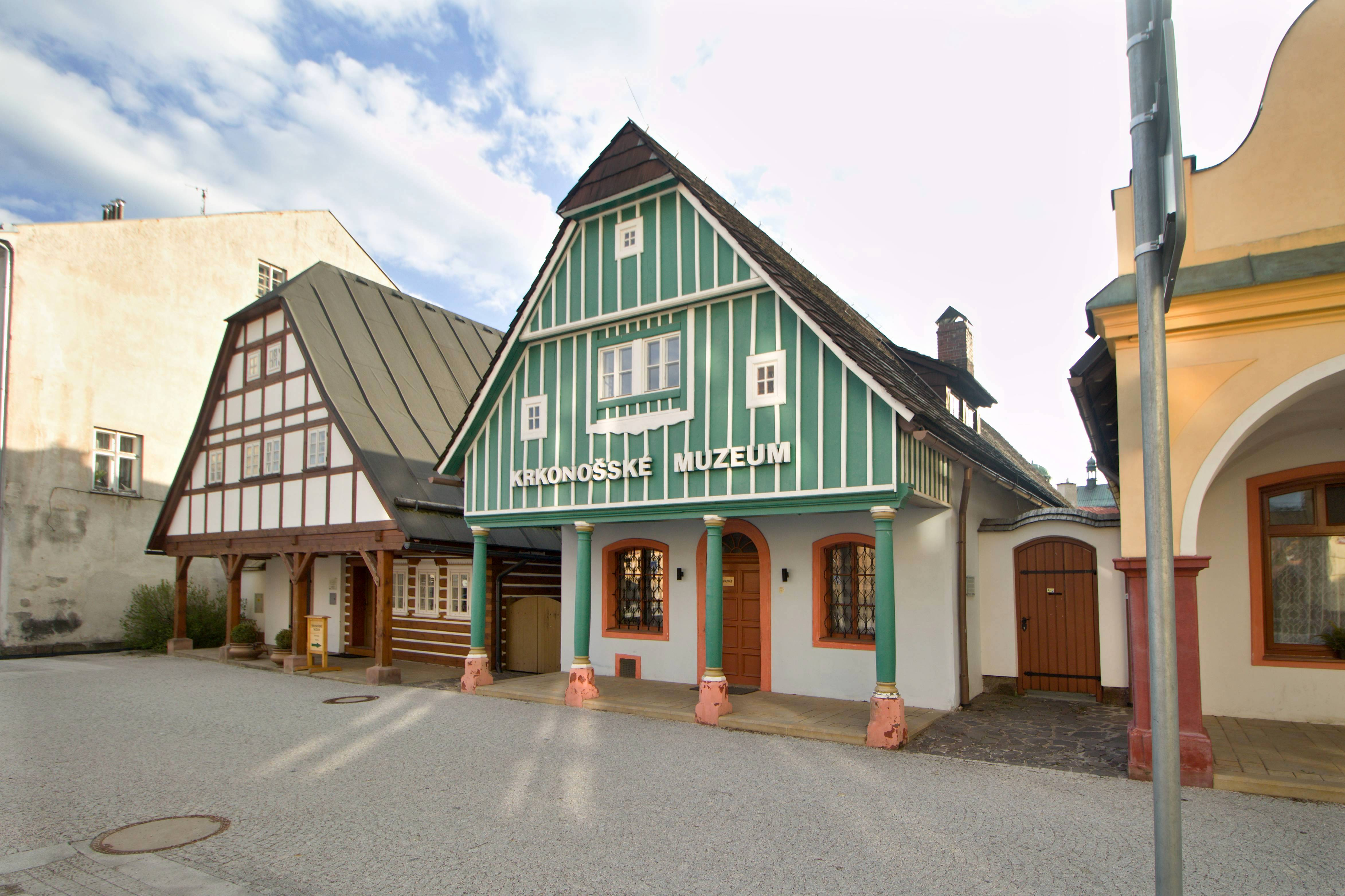
Muzeum Karkonoskie w Vrchlabí
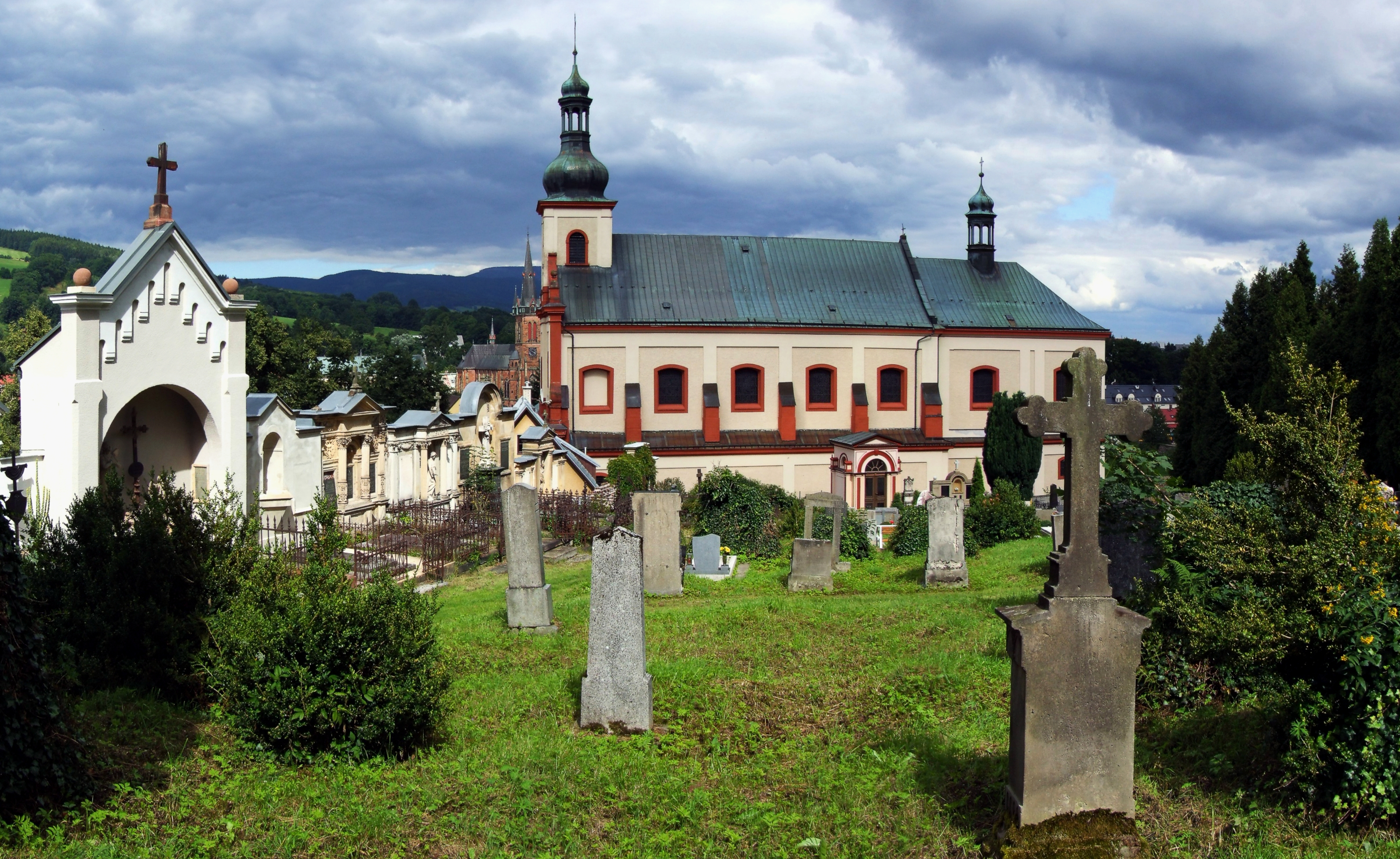
Cmentarz przy klasztorze
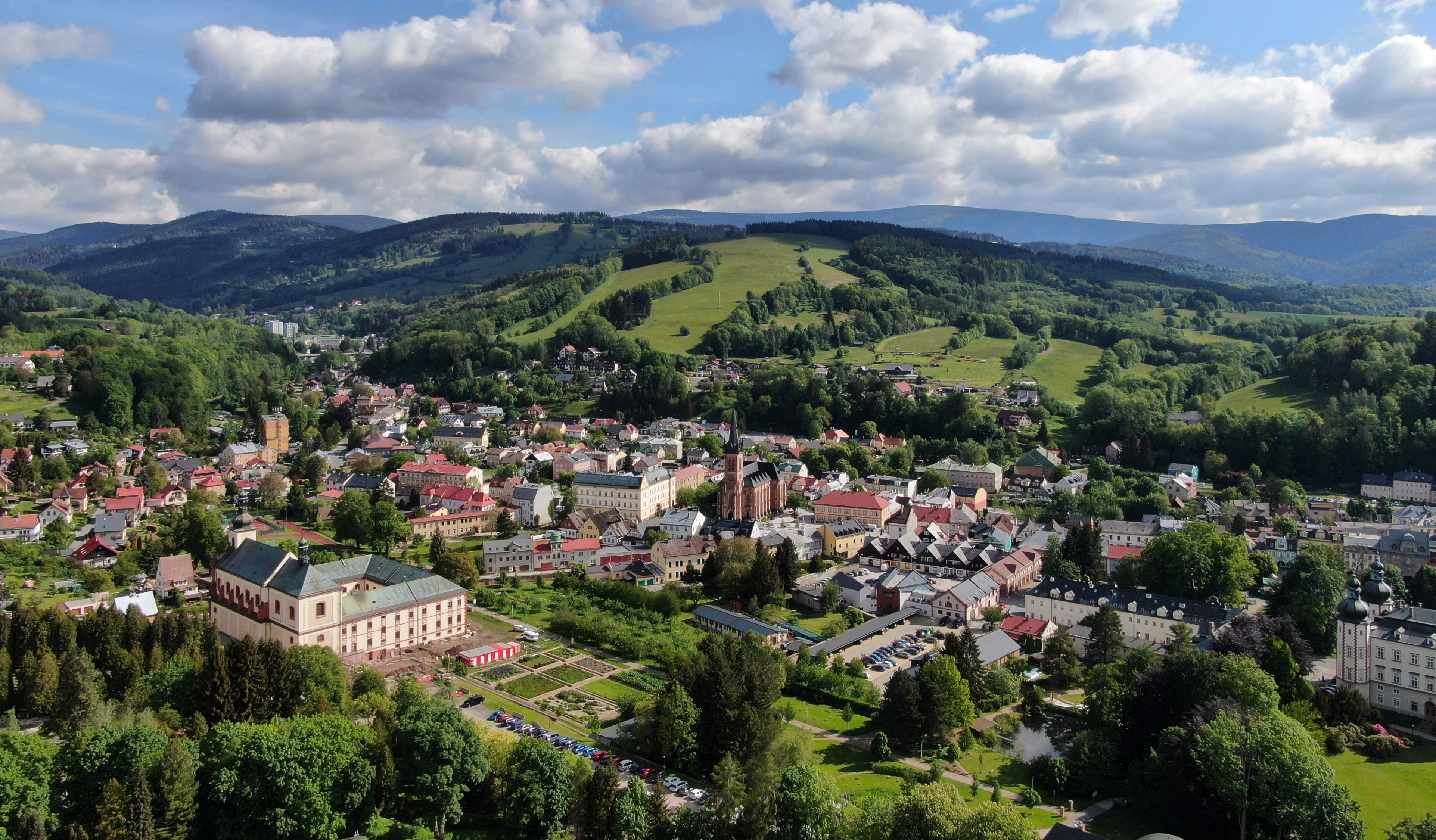
Widok na miasteczko
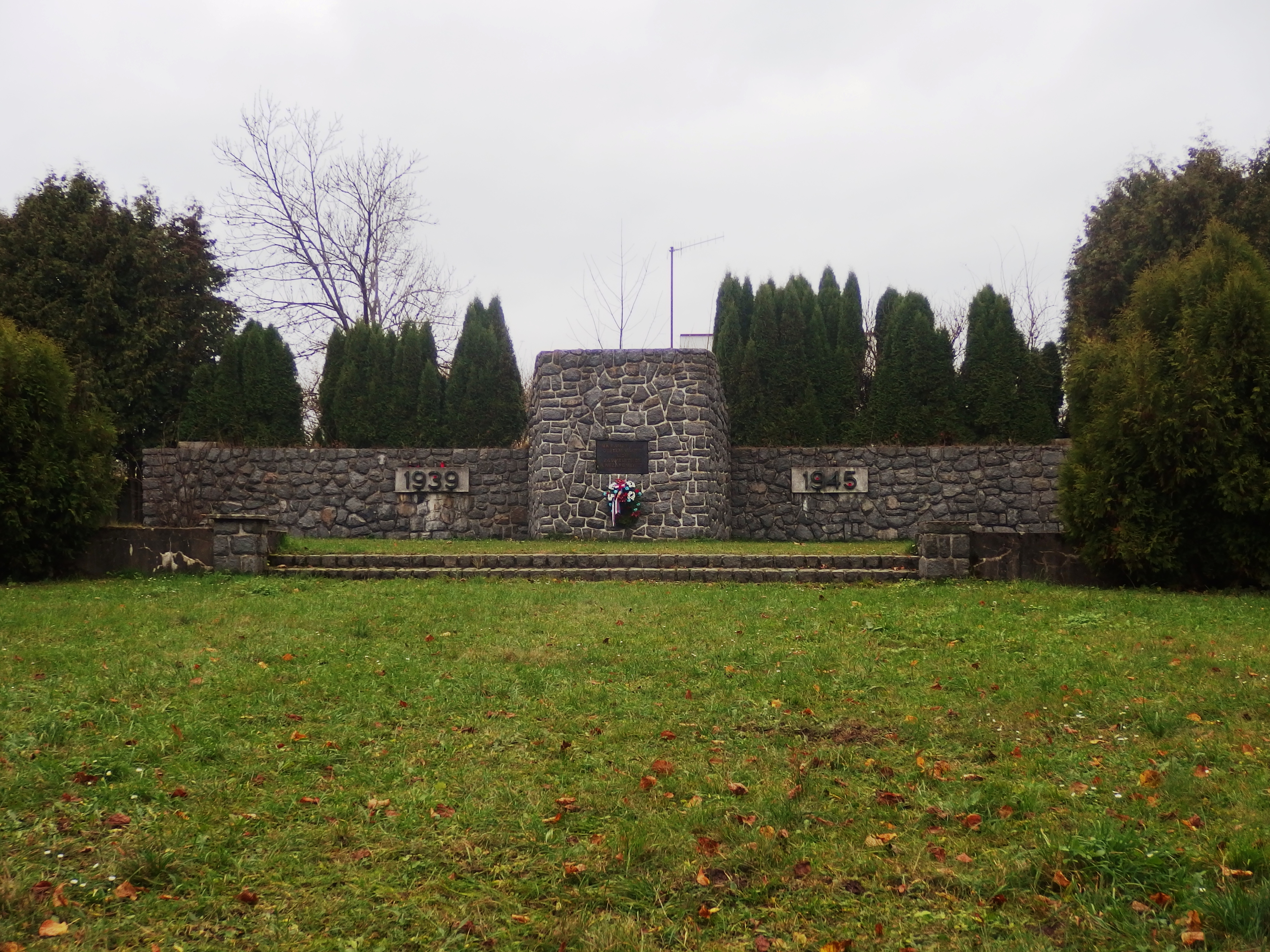
Pomnik II wojny światowej

## Miasta partnerskie
- Trouville-sur-Mer, Francja
- Baunatal, Niemcy
- Kowary, Polska[11]